# 마법의 시간여행 시리즈
마법의 시간여행 시리즈(The Magic Tree House)는 매리 폽 어즈번(Mary Pope Osborne)의 아동 학습 도서 시리즈이다. 대한민국에서는 비룡소에서 출간하였다.